# Облога Ель-Куту
Облога Кут-Ель-Амари (7 грудня 1915 — 29 квітня 1916) — облога армією Османської імперії британо-індійського гарнізону в місті Ель-Кут, в 100 милях на південь від Багдада. Завершилась нищівною поразкою британських військ.

## Передумови
28 вересня 1915 британсько-індійський корпус розбив під містом Ель-Кутом турецькі війська під командуванням генерала Нуреддіна і рушив до Багдаду.
6 дивізія індійської армії, під командуванням генерал-майора Чарльза Таунсенда, внаслідок поразки в Ктесифоні, відступила назад у місто Ель-Кут. Сили Британської імперії прибули в місто 3 грудня 1915. Вони зазнали значних втрат і налічували близько 11 000 солдатів, не враховуючи кавалерійські частини. Командування вирішило залишитися і утримувати позиції в Куті замість продовження руху вниз по річці в напрямку Басри. Місто було чудовим як оборонна позиція, оскільки знаходилось між руслами річок.

## Облога
Війська Османської імперії підійшли до міста 7 грудня 1915. Після того, як стало зрозуміло, що ворогу вистачає сил на повноцінну облогу Ель-Куту, Таунсенд наказав кавалерії відступати на південь, що вона і зробила, на чолі з Жераром Лічменом. Турецьке військо налічувало близько 11 тисяч чоловік. Досвідчений командувач османської армії, німецький генерал Кольмар фон дер Гольц, віддає наказ будувати облогові укріплення навколо міста.
Після місяця облоги, Таунсенд забажав вирватися та рушити на південь, але командування відмовило. Проте, коли Таунсенд повідомив, що запасів продовольства залишилось лише на місяць, рятувальна група була спішно піднята на допомогу. Незрозумілим залишається чому Таунсенд увів в оману командування, бо запасів харчів насправді вистачило б не більше ніж на чотири місяці, а не на місяць як повідомив генерал-майор.

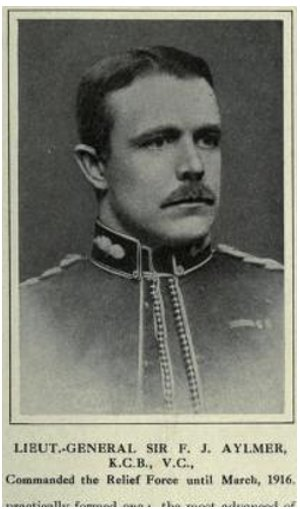
Сер Фентон Джон Ейлмер, 1916 р.

Першу визвольну операцію очолив генерал Ейлмер. 6 січня генерал і його 19 000 військо рушило на Ель-Кут.
Передовий загін Ейлмера під командуванням генерал-майора Янґхазбенда рушили у наступ з Алі Гарбі на Шейх Саад вздовж обох берегів Тигру. Вранці 6 січня в 3,5 км від Шейх Саада колона Янґхазбенда вступила в бій з турецькими військами. Жодна спроба перемогти турків не увінчалася успіхом.
Наступного дня прибули основні частини війська під командуванням Ейлмера, який віддав наказ іти у наступ. Янґхасбенд очолив атаку на лівому березі, генерал-майор Джордж Кембелл — на правому. Після цілого дня важких боїв частина Кембелла перемогла війська Османської імперії, захопила дві гармати та полонених. На лівому березі всі атаки британських військ були відбиті.
8 січня британці відновили атаки й уже 9 січня турецькі війська покинули Шейх Саад.

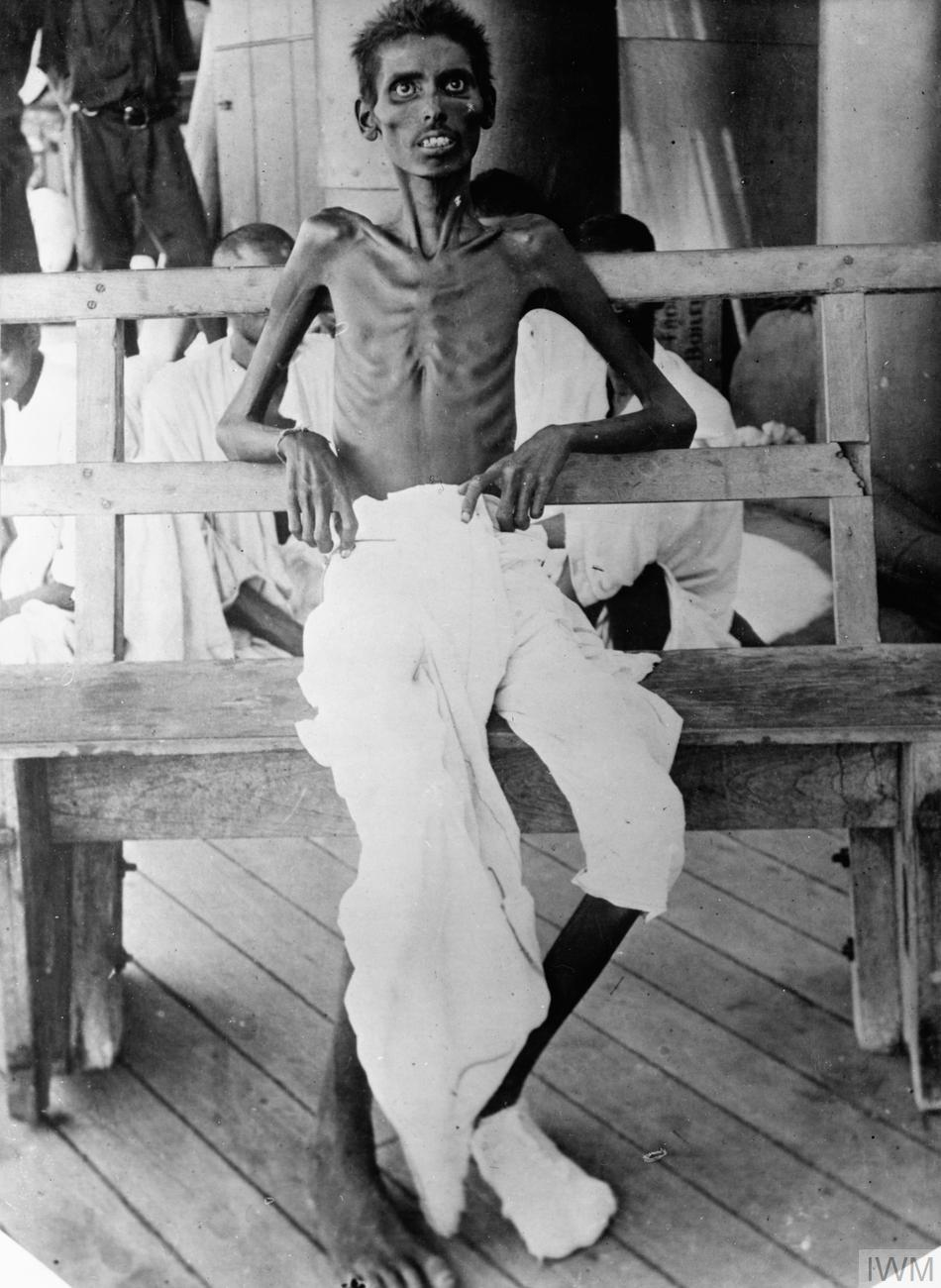
Індійський солдат після облоги Ель-Кута. 1916 р.

Османи відступили на 16 км від Шейх Саада й розбили табір неподалік від Ваді. 13 січня Ейлмер атакував турецькі позиції й після важких боїв турки відступили на 8 км на захід. Турки розбили табір вище з атечією від Ваді на Ханні, між Тигром і болотистою долиною. Британські втрати в битві при Ханні склали 2 700 убитими та пораненими, що стало фатальним для захисників Кута.
Тим часом, до місця боїв підійшло підкріплення 20-30 тис. турецьких солдатів на чолі з Халіль-пашою. 12 березня на місце генерала Ейлмера призначили генерала Джорджа Коррінджа. Сили Британської імперії налічували 30 000 солдатів, тобто були приблизно рівними турецьким. Бій почався 5 квітня і британським військам вдалося навіть захопити певні міста, проте втрати були непомірно великими. Експедиція по зняттю облоги з Ель-Кута провалилася. Британським військам вона коштувала 23 000 солдатів убитими і пораненими, турки ж втратили незрівнянно менше — 10 000 чоловік.
Британці намагались викупити свої війська з облоги. Було здійснено переговори, в ході яких британцями було запропоновано 2 млн. £ та обіцянка ненападу на турецькі війська взамін на дивізію Таунсенда. Проте турками було відкинуто дану пропозицію.
29 квітня 1916 року після 147 днів облоги генерал Таунсенд капітулював. 13 000 солдатів вижило й було взято в полон. 70 % британців та 50 % індійців загинули в полоні.